# Modulair bouwen
Modulair bouwen is een bouwtechniek waarbij gebouwen worden opgebouwd uit verschillende, vooraf gefabriceerde modules. Deze modules worden op locatie gemonteerd tot één geheel, waardoor het bouwproces efficiënter en sneller kan verlopen.

## Mogelijkheden
Modulair bouwen biedt de mogelijkheid om gebouwen op maat te bouwen. De modules kunnen in verschillende maten en configuraties worden gemaakt, waardoor er een brede variëteit aan gebouwen kan worden gecreëerd. Dit maakt modulair bouwen geschikt voor zowel particuliere woningen als voor commerciële gebouwen zoals hotels, kantoren en scholen.

## Voordelen en nadelen
Het geeft een grotere mogelijkheid om de gewenste kleinere woningen snel te realiseren. De bouwtijd van een modulair gebouw is meestal korter dan traditionele bouwmethoden, omdat de productie van de modules in een fabriek plaatsvindt. Afhankelijk van het formaat van een gebouw en de afwerkingsgraad neemt productie en plaatsing een tot een paar maanden in beslag. Ook kunnen op de locatie dan alle nutsvoorzieningen voorbereid worden. De uiteindelijke plaatsing duurt slechts een week. Hierdoor is er minder afhankelijkheid van weersomstandigheden en is de bouw minder arbeidsintensief. Modulair bouwen geeft minder afval op de bouwlocatie en zijn door het systeem makkelijker uit te breiden met extra units in de breedte en hoogte.
Nadelen zijn dat de keuzemogelijkheiden qua indeling, materiaalkeuze en formaat vaak minder groot zijn. Door het benodigde transport zijn de maximale afmetingen van een module meestal drie bij twaalf meter. Voor een modulaire woning gelden dezelfde bouwvoorschriten als voor een traditionele woning wat betekent dat het extra geld en tijd kan kosten als er tijdens of na de productie nog wijzigingen moeten worden doorgevoerd. Ook klinkt het in theorie mooi dat er makkelijk is uit te breiden maar in de praktijk levert dat soms problemen op als daarvoor extra vergunningen moeten worden aangevraagd. Een bouwkavel kent immers een bepaalde maximale bouwgrootte qua volume. Het vooraf weten wat er mag en kan en hoe het moet worden uitgevoerd is bij deze bouwmethode een extra bijkomend aandachtspunt.